# Fritz London
Wolfgang Fritz London (Breslavia, 7 marzo 1900 – Durham, 30 marzo 1954) è stato un fisico tedesco naturalizzato statunitense.
Contribuì fondamentalmente alle teorie del legame chimico e delle forze intermolecolari, oggi considerati classici e discussi nei libri di testo standard di chimica fisica.
Insieme al fratello Heinz, ha apportato un contributo significativo alla comprensione delle proprietà elettromagnetiche dei superconduttori.

## Biografia
London nacque a Breslavia, allora appartenente alla Germania, nel 1900. Dopo l'approvazione da parte del partito di Adolf Hitler delle leggi razziali nel 1933, London perse il posto all'Università di Berlino. Emigrò in Inghilterra, in Francia e, infine, negli Stati Uniti nel 1939. Nel 1945, diventò un cittadino naturalizzato.
Fu successivamente, un professore alla Duke University. È stato insignito della medaglia Lorentz nel 1953. Morì a Durham (Carolina del Nord) nel 1954.

## Risultati accademici
I suoi principali lavori furono quelli in collaborazione con Walter Heitler, che permisero loro  di elaborare la teoria del legame di valenza. Ha coniato l'espressione "effetto dispersione" per l'attrazione tra due atomi di gas rari. Oggi questa attrazione è spesso definita come "forza di London". Nel 1930 ha dato un trattamento unificato di interazione tra due atomi di gas nobile che si attraggono a grande distanza, ma a breve distanza sono repellenti. Insieme con Eisenschitz, London ha dimostrato che questa repulsione è una conseguenza del requisito 
imposto alla funzione d'onda elettronica di essere antisimmetrica rispetto alla permutazione degli 
elettroni.
London è stato il primo fisico teorico a riconoscere un fenomeno ormai noto come condensazione di Bose-Einstein (BEC).
London è stato anche uno dei primi autori ad avere ben compreso il principio della Teoria di gauge (Weyl) nel contesto della allora nuova meccanica quantistica.

## Premio alla memoria di Fritz London
Dal 1956, il Fritz London Memorial Lectures ha portato alla comunità scientifica della Duke University un gruppo di docenti illustri tra cui una ventina di premi Nobel per discutere su argomenti di fisica e chimica a cui ha contribuito London. Nel dicembre 1972, John Bardeen ha istituito un fondo di dotazione "per perpetuare la memoria di Fritz London, scienziato insigne e membro della Università Duke dal 1939 al momento della sua morte, nel 1954, e promuovere la ricerca e la comprensione della fisica della Università Duke e nella più vasta comunità scientifica".